# 古丽努尔·买买提
古丽努尔·买买提（1970年2月—），新疆阿克苏人，维吾尔族，中华人民共和国政治人物、第十二届全国人民代表大会新疆地区代表。
毕业于日本京都大学生物资源经济学专业，現任新疆轻工职业技术学院副院长。加入中国共产党。2013年，担任全国人大代表。